# Coenotephria eteocretica
Coenotephria eteocretica är en fjärilsart som beskrevs av Hans Rebel 1906. Coenotephria eteocretica ingår i släktet Coenotephria och familjen mätare. Inga underarter finns listade i Catalogue of Life.